# Зенадрісі
Зенадрісі (груз. ზენადრისი) — село в Грузії.
За даними перепису населення 2014 року в селі проживає 0 осіб.